# 뉴캐슬 대학교 (잉글랜드)
뉴캐슬 대학교(영어: Newcastle University)는 잉글랜드 타인 위어주 뉴캐슬어폰타인에 위치한 공립 대학교이다.

## 역사
뉴캐슬 대학교는 1834년 설립된 의학교(School of Medicine and Surgery)와 1871년 설립된 과학대학(College of Physical Science)에서 그 기원을 찾을 수 있다. 1852년, 이들은 더럼(Durham)의 대학들과 대학 연합체를 구성한다. 1937년, 연합체는 두 도시에 위치한 대학들을 킹스 칼리지(King's College)라는 이름으로 통합한다. 1963년, 새로운 의회 조례에 따라 더럼 대학교의 연합체에서 분리된 뉴캐슬 대학교가 설립된다.

## 캠퍼스

### 영국
뉴캐슬 대학교는 도시 중심가의 헤이마켓에 인접한 대학 부지를 점유하고 있다. 암스트롱 빌딩(Armstrong building)은 캠퍼스 내에서 가장 오래된 건물이며, 졸업식이 열리는 500석 규모의 킹스 홀(King's Hall)이 이곳에 있다. 킹스 홀이라는 이름은 에드워드 7세에서 유래했다. 또한 이 건물은 제1차 세계 대전 당시 병원으로 사용되었다. 데본셔 빌딩(Devonshire Building)은 에너지 효율을 고려한 설계로 다수의 건축상을 수상했다. 뉴캐슬 대학교의 도서관은 영국 정부가 수여하는 차터 마크(Charter Mark)의 고객 서비스 부문에서 5회 연속 수상했다. 도서관은 백만 권이 넘는 장서를 보유하고 있다. 일부 학과는 자체적으로 전문 서적을 다루는 소규모 도서관을 갖추고 있다.

### 해외
2008년 9월, 뉴캐슬 대학교의 첫 번째 해외 캠퍼스인 NUMI Singapore가 싱가포르에 문을 열었다. 현재 해양산업과 관련된 분야의 교육을 제공한다. 2011년에는 말레이시아에 의과대학인 NUMed가 설립되었다.

## 평가

### 입학
2016년 학부 재학생의 25.1%는 사립학교 출신이다. 74%는 영국인이며 5%의 학생은 EU 가입국 출신, 나머지 21%는 비EU 국가 출신이다. 여학생 대 남학생 비율은 51:49로 조사되었다.

### 순위
뉴캐슬 대학교는 대부분의 평가에서 세계 상위 200위에 포함된다. 2024 QS 세계 대학 순위 평가에서 110위를 기록했다.
러셀 그룹의 일원이며, 연구역량은 영국 내 16위이다.

## 문화

### 학생회
대다수의 영국 대학교 학생회들과 달리, 뉴캐슬 대학교 학생회(NUSU)는 학생회관 건물을 소유하고 있다. 익명의 기부자에 의해 1924년 지어진 학생회관(The Union Building)에서는 맥시모 파크, 스노 패트롤, 데이미언 라이스 등의 공연이 열렸다.
1948년 창간한 교내 주간신문인 The Courier는 12,000여명의 구독자를 보유하고 있다.
학내 방송인 NUTV는 학교의 이벤트와 관련된 소식들을 방송하며, 유튜브에서 시청할 수 있다.

### 스포츠
뉴캐슬 대학교에는 학생들이 이끄는 50개 이상의 스포츠 클럽이 존재한다. 뉴캐슬 대학교의 럭비 팀은 1965년 노섬벌랜드 시니어 컵에서 우승하였다.

## 저명한 동문
널리 알려진 뉴캐슬 대학교 출신의 인물로는 싱가포르의 정치인 림 분 헹, 전 미국 내무부 장관 브루스 배빗, 화학자 닐 바틀렛, 전 영국 자유민주당 대표 팀 패런, 음악가 브라이언 페리, 코미디언 로언 앳킨슨, 요크 공녀 유제니 등이 있다.
1967년, 뉴캐슬 대학교는 마틴 루터 킹 주니어에게 명예 박사 학위를 수여하였다.

## 같이 보기
- 영국의 대학 목록